# Strumigenys rogeri
Strumigenys rogeri  (лат.) — вид мелких земляных муравьёв трибы Dacetini из подсемейства мирмицины (Myrmicinae). Инвазивный вид.

## Распространение
Космополитный инвазивный вид, с помощью человеческой деятельности распространившийся почти по всем континентам, главным образом, в тропиках и субтропиках: Африка, Северная Америка, Южная Америка, Юго-Восточная Азия, Мадагаскар, Новая Каледония. Его родиной, вероятно, является Западная Африка. На островах Карибского моря это один из доминирующих видов дацетиновых муравьёв во влажных болотистых лесах. Он также был обнаружен в теплицах и других постоянно отапливаемых зданиях в зоне умеренного климата. В Европе впервые был обнаружен в Великобритании в 1907—1908 годах.
Севернее 29° с. ш. встречается только в теплицах: в Королевском ботаническом саду Эдинбурга в Шотландии (~55° с. ш.; 1907 год), в Германии (~52° с. ш.; 1952 год), в Королевских ботанических садах Кью (Kew Gardens) в Англии (~51° с. ш., 1908 год), в парке Assiniboine Park Tropic House в США (Манитоба) (49,88° с. ш., 1977 год), и в комплексе Биосфера-2 в Аризоне (32,58° с. ш.; 1999 год).

## Описание
Мелкие муравьи (длина тела от 2,3 до 2,8 мм) с сердцевидной головой, расширенной кзади. Проподеум угловатый с парой зубцов. Обладают длинными субпараллельными жвалами, быстро закрывающимися на добыче как капканы. Длина головы (HL) от 0,58 до 0,74 мм, ширина головы (HW) от 0,42 до 0,52 мм, длина мандибул (ML) от 0,31 до 0,40 мм, мандибулярный индекс (MI) 51-58, головной индекс (CI) 69-75, длина скапуса усика (SL) от 0,36 до 0,46 мм, индекс скапуса (SI) 82-89. Головной дорзум с шестью отстоящими волосками в двух рядах (два спереди и четыре сзади у затылка). Скапус усика длинный, узкий и почти прямой, передняя его кромка оснащена рядом узких лопатовидных волосков, которые изогнуты вперёд к вершине. Плечевые выступы пронотума каждый с длинной жгутиковидной щетинкой, мезонотум с одной парой отстоящих волосков. Голова и грудь в основном сетчато-пунктированные. Преокулярная выемка развита: вентролатеральный край головы вдавлен в передней части перед глазами. На заднегрудке расположены треугольные проподеальные зубцы.
Основная окраска рабочих и самок жёлтая и светло-коричневая (самцы буровато-чёрные). Мандибулы длинные, узкие, с несколькими вершинными зубцами: два шиповидных апикальных (апикодорсальный и апиковентральный, образующие апикальную вилку) и два коротких преапикальных (дистальный и проксимальный). Стебелёк между грудкой и брюшком состоит из двух члеников: петиолюса и постпетиолюса (последний четко отделен от брюшка), жало развито, куколки голые (без кокона). О двух других широко распространённых инвазивных видов отличается морфологией челюстей (они длинные) и относительно более крупными размерами: Strumigenys emmae (1,5—1,9 мм) и Strumigenys membranifera (1,9—2,1 мм).
В Западной Африке, как правило, гнездится в гниющей древесине на земле или под корой больших упавших стволов или ветвей, но иногда они делают гнёзда прямо в почве.
Специализированные охотники на коллембол, предпочитающие представителей отряда Entomobryomorpha. Во время охоты или защиты гнезда рабочие и самки открывают мандибулы на более чем 180 градусов.

## Систематика и этимология
Strumigenys rogeri включен в одноимённую видовую группу Strumigenys rogeri group (по признаку наличия глубокой преокулярной ямки на вентро-латеральном краю головы, так что отделяет переднюю часть глаза от боков головы) и в состав комплекса rogeri-complex (по отсутствию интеркалярных зубчиков в апикальной вилке жвал и по расположению, числу и форме апикальных и преапикальных зубцов мандибул). Своими относительно прямыми мандибулами S. rogeri отличается от близких видов Strumigenys bernardi и Strumigenys vazerka (у последних двух видов жвалы в средней части выгнутые наружу). Кроме того, на левой мандибуле S. rogeri дистальный преапикальный зубец равен примерно половине длины проксимального или слегка больше, но крупный и отчётливо зубцевидный (у видов S. bernardi и S. vazerka он значительно меньше, иногда редуцирован).
Вид был впервые описан в 1890 году итальянским мирмекологом Карло Эмери и назван в честь немецкого поэта и энтомолога Юлиуса Рогера (Julius Roger, 1819—1865).

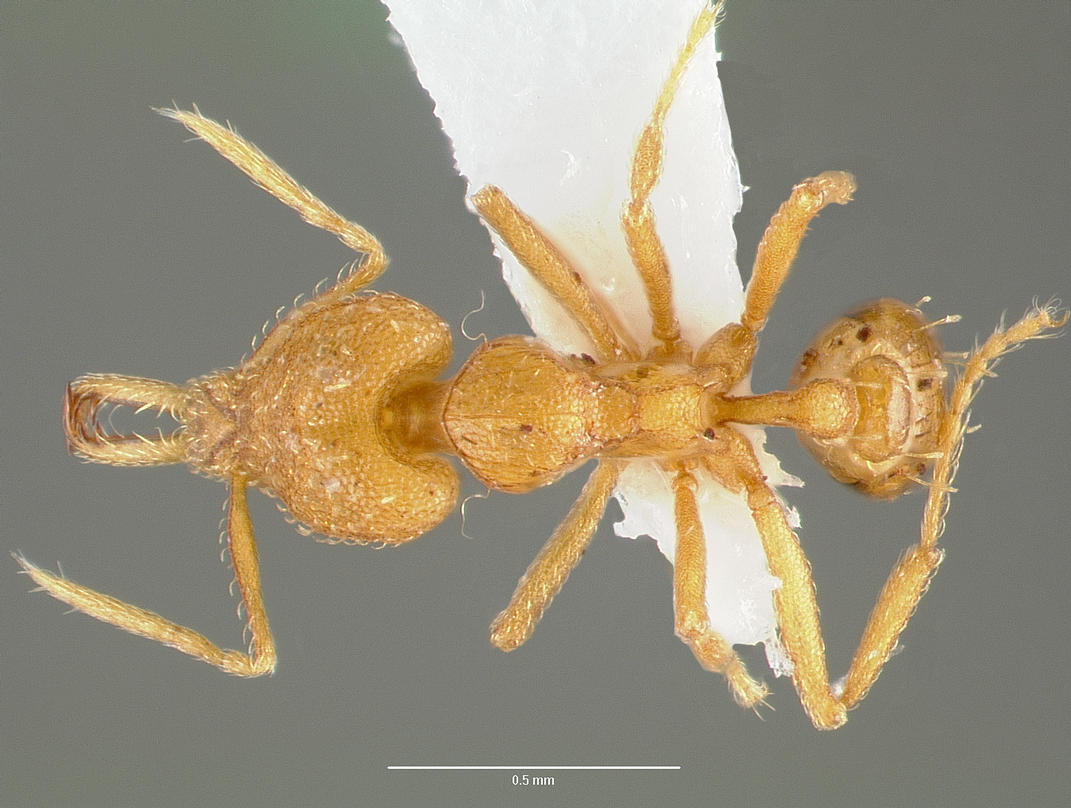
Рабочий сверху
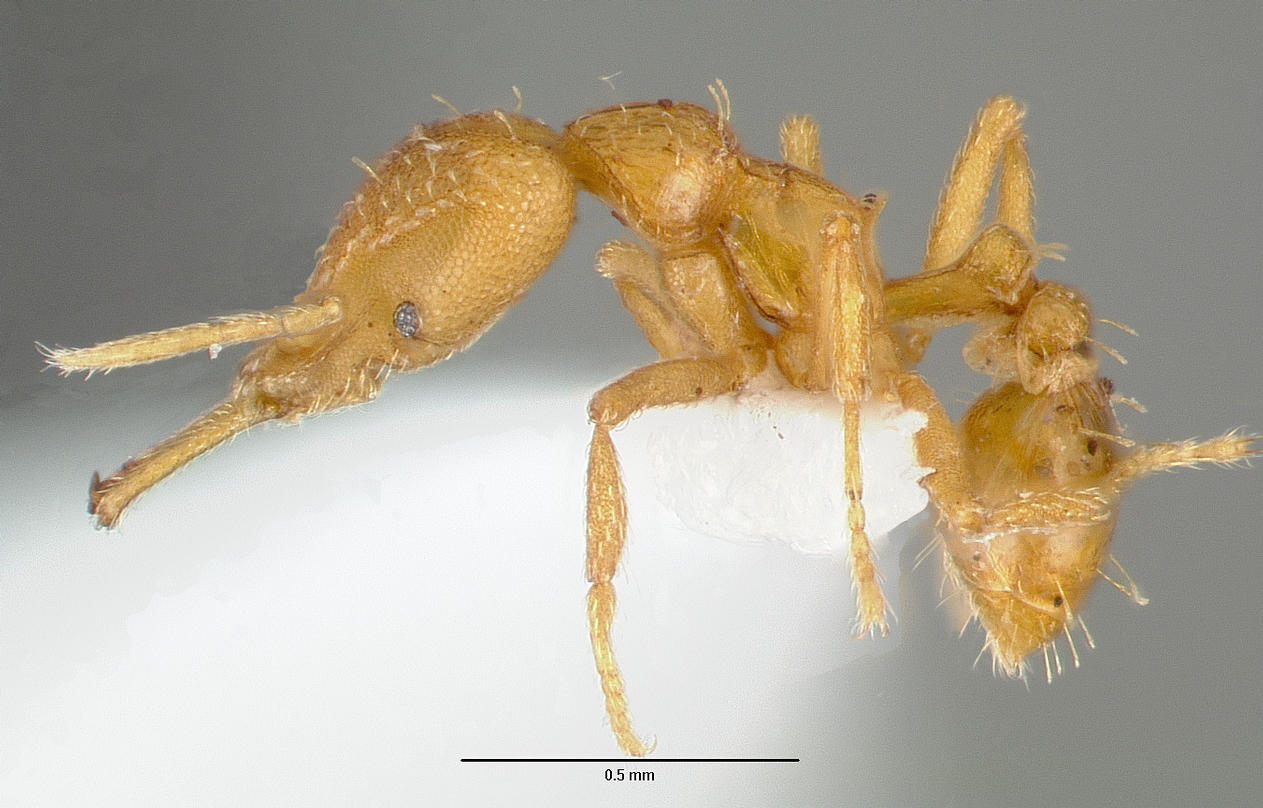
Рабочий сбоку
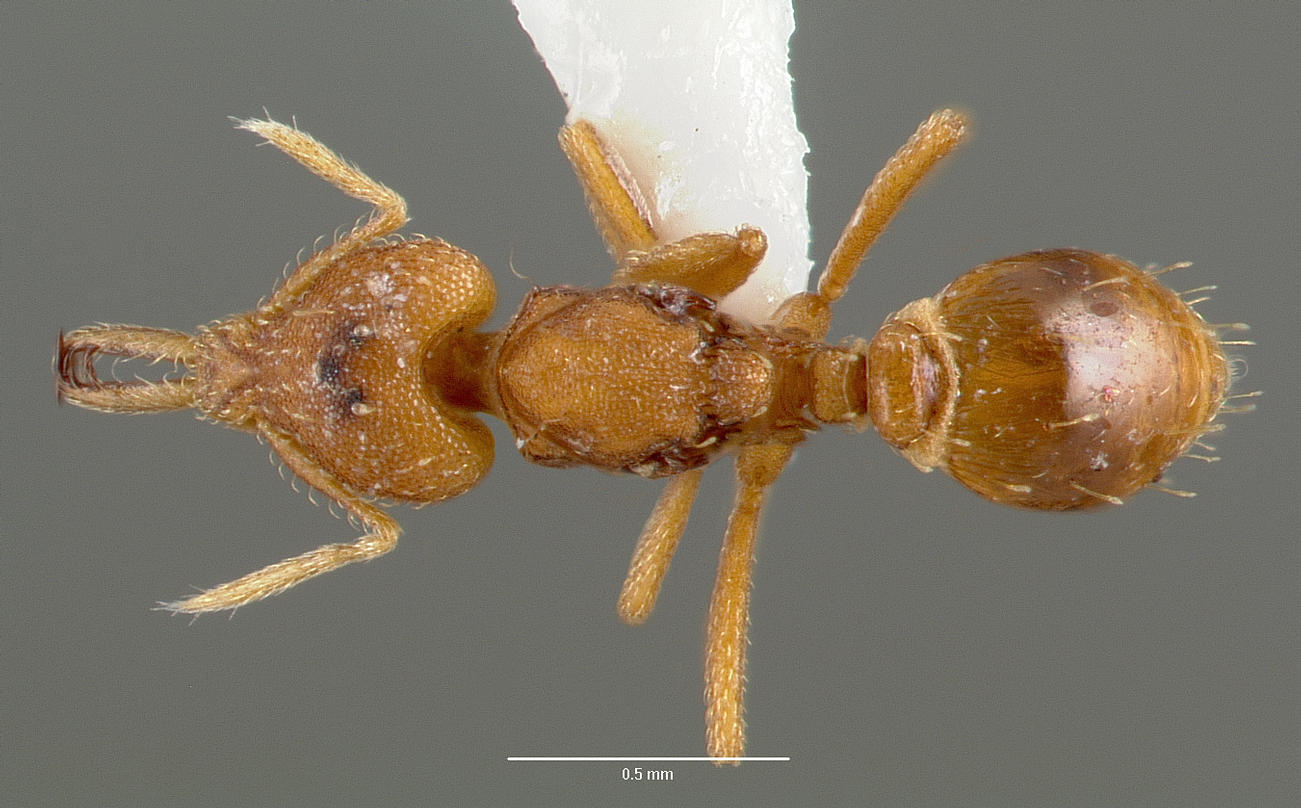
Самка сверху
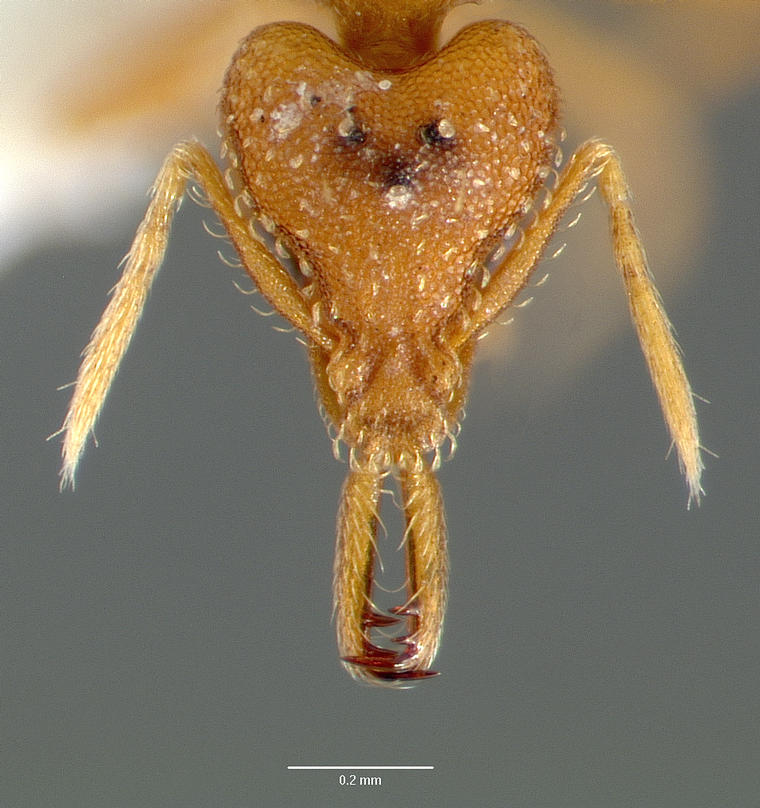
Голова самки
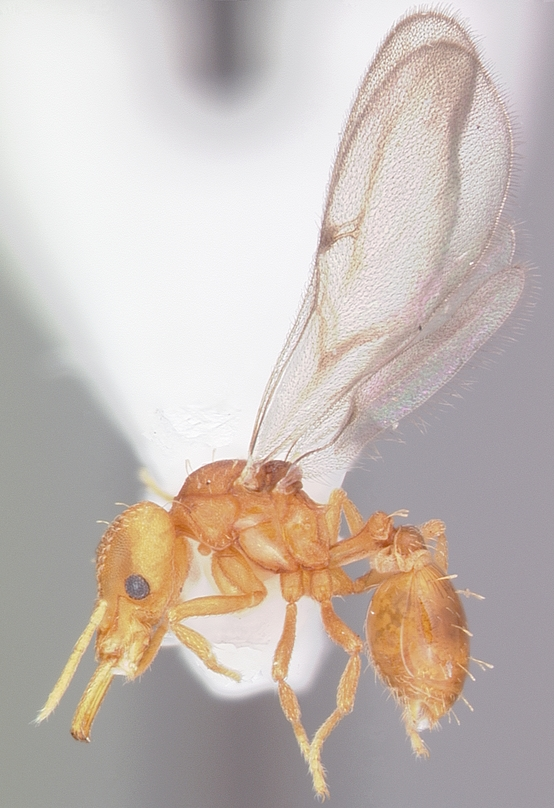
Крылатая самка
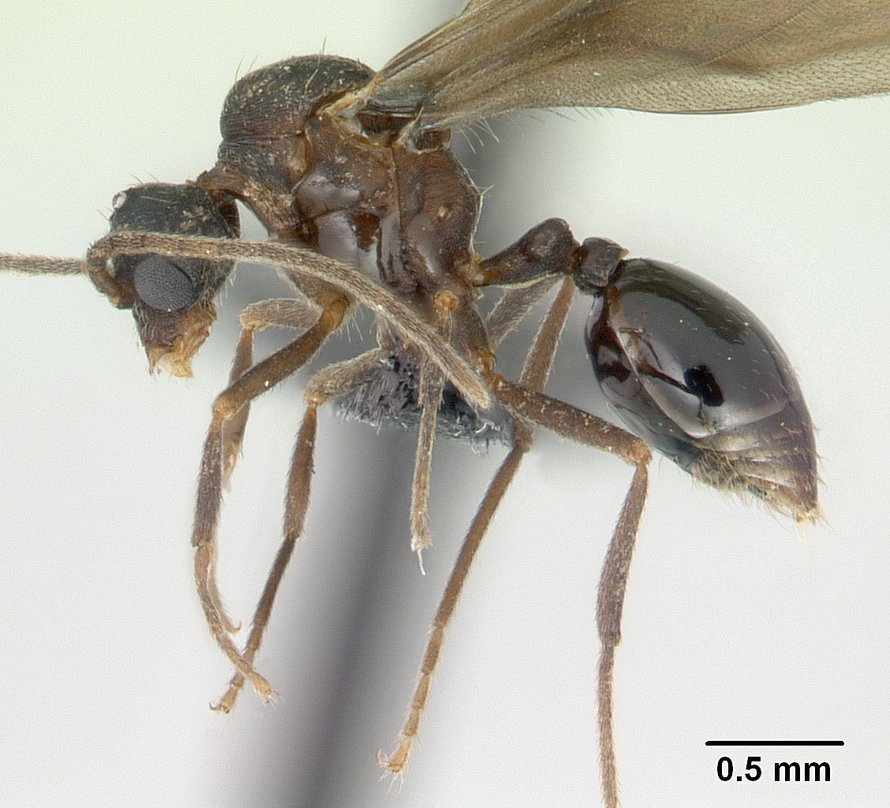
Крылатый самец
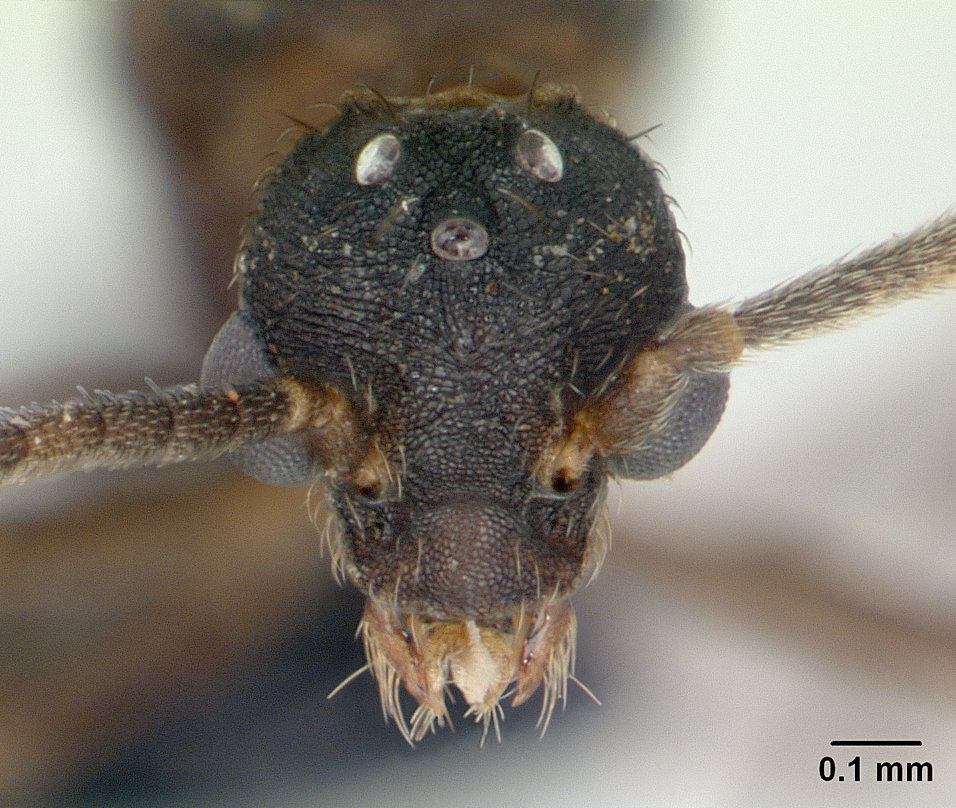
Голова самца